# Homeros
Hómēros (tiếng Hy Lạp: Ὅμηρος, tiếng Anh: Homer /ˈhoʊmər/) tương truyền là tác giả của các tác phẩm sử thi nổi tiếng Iliad (Ἰλιάς) và Odyssey (Ὀδύσσεια). Ông được coi là một trong những nhà thơ Hy Lạp cổ đại xuất sắc nhất. Hai tác phẩm Iliad và Odyssey đã tường thuật lại diễn biến của cuộc chiến thành Troy tương truyền đã từng xảy ra vào thế kỷ 13 TCN. với quy mô và giá trị nội dung và nghệ thuât vô cùng đồ sộ, những trang sử thi của Homer đã đặt nền móng cho sự phát triển của văn học Hy Lạp cổ đại nói riêng và toàn bộ nền văn học phương Tây nói chung về sau này.
.

## Giai đoạn lịch sử

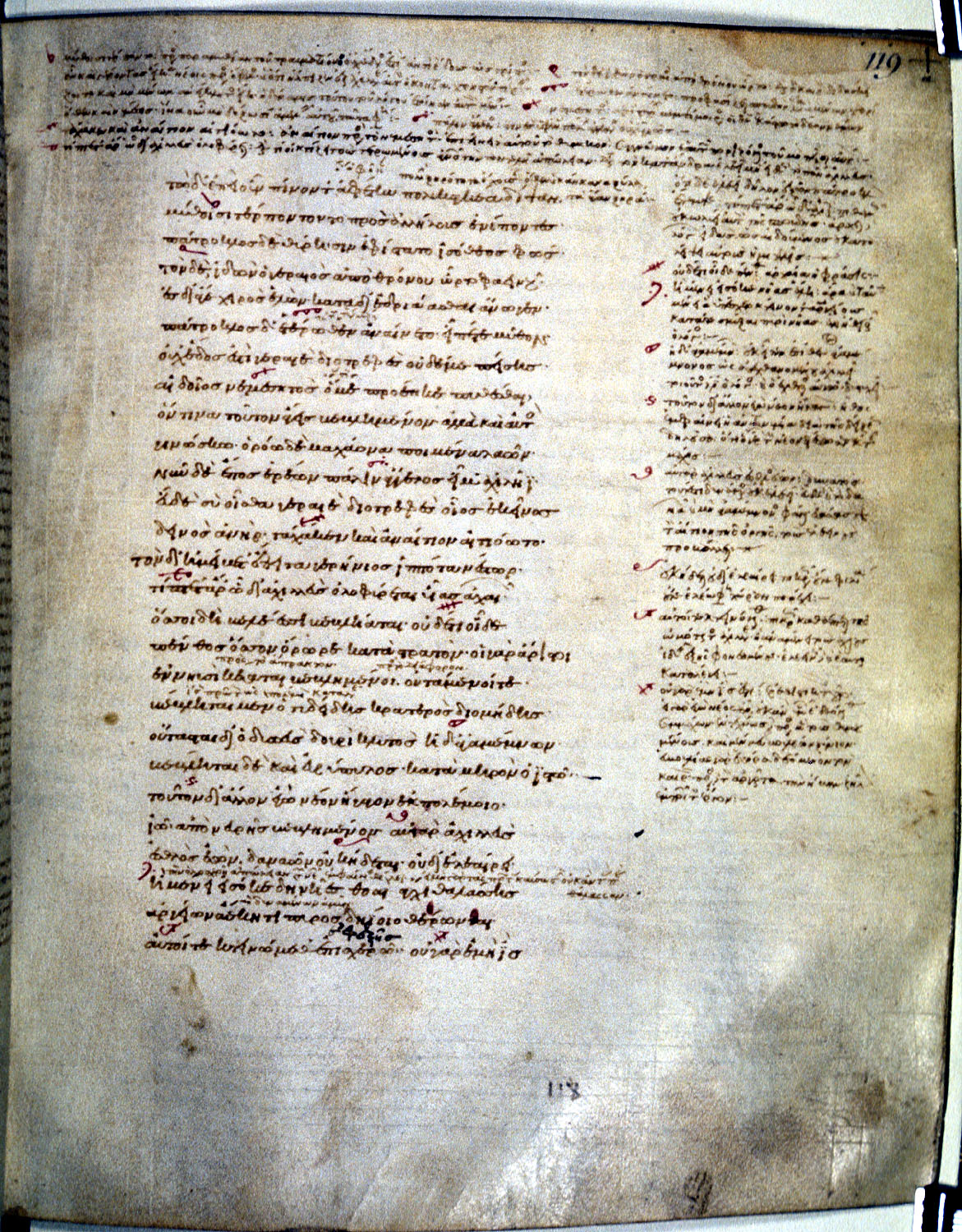
Một phần củI, "the Townley Homer". Chữ viết phía trên và bên phải là các chú thích.

Đối với các học giả hiện nay, "thời đại Homer" không nói đến bản thân ông, mà nhắc đến một giai đoạn khi các sử thi như Illiad hay Odyssey được sáng tác. Mọi người đều đồng thuận rằng "Iliad và Odyssey được sáng tác từ khoảng thế kỷ thứ VIII trước Công nguyên. Iliad được sáng tác trước Odyssey, có thể chênh vài chục năm". Điều này cho thấy, với việc ra đời sớm hơn Hesiod, Iliad đã trở thành tác phẩm lâu đời nhất của văn học phương Tây.
Trong vài thập kỷ qua, một số học giả đã đặt thời điểm này vào thế kỷ thứ VII trước Công nguyên. Oliver Taplin tin rằng kết luận của các nhà nghiên cứu hiện đại là Homer sống trong khoảng thời gian 750-650 trước Công nguyên. Một số người lập luận rằng những bài thơ được Homer viết dần dần trong một thời gian dài đến ngày bài thơ được công bố, thậm chí sau khi công bố một phần, bài thơ của ông mới được bổ sung các thành phần còn lại. Theo Gregory Nagy, các bài thơ chỉ trở thành các tác phẩm cố định trong thế kỷ thứ VI trước Công nguyên. Các câu hỏi về tính lịch sử của cá nhân Homer được biết đến như là "vấn đề Homer". Vấn đề này không được giải quyết do không có thông tin tiểu sử đáng tin cậy lưu truyền từ thời cổ đại. Những bài thơ của Homer thường được xem là đỉnh cao của nhiều thế hệ thông qua kể chuyện truyền khẩu, theo văn hóa thơ dân gian với niêm luật quy định chặt chẽ. Một số học giả, chẳng hạn như Martin West, cho rằng "Homer không phải là tên của một nhà thơ lịch sử cụ thể, mà là một cái tên hư cấu hoặc xây dựng nên".

## Cuộc sống và huyền thoại

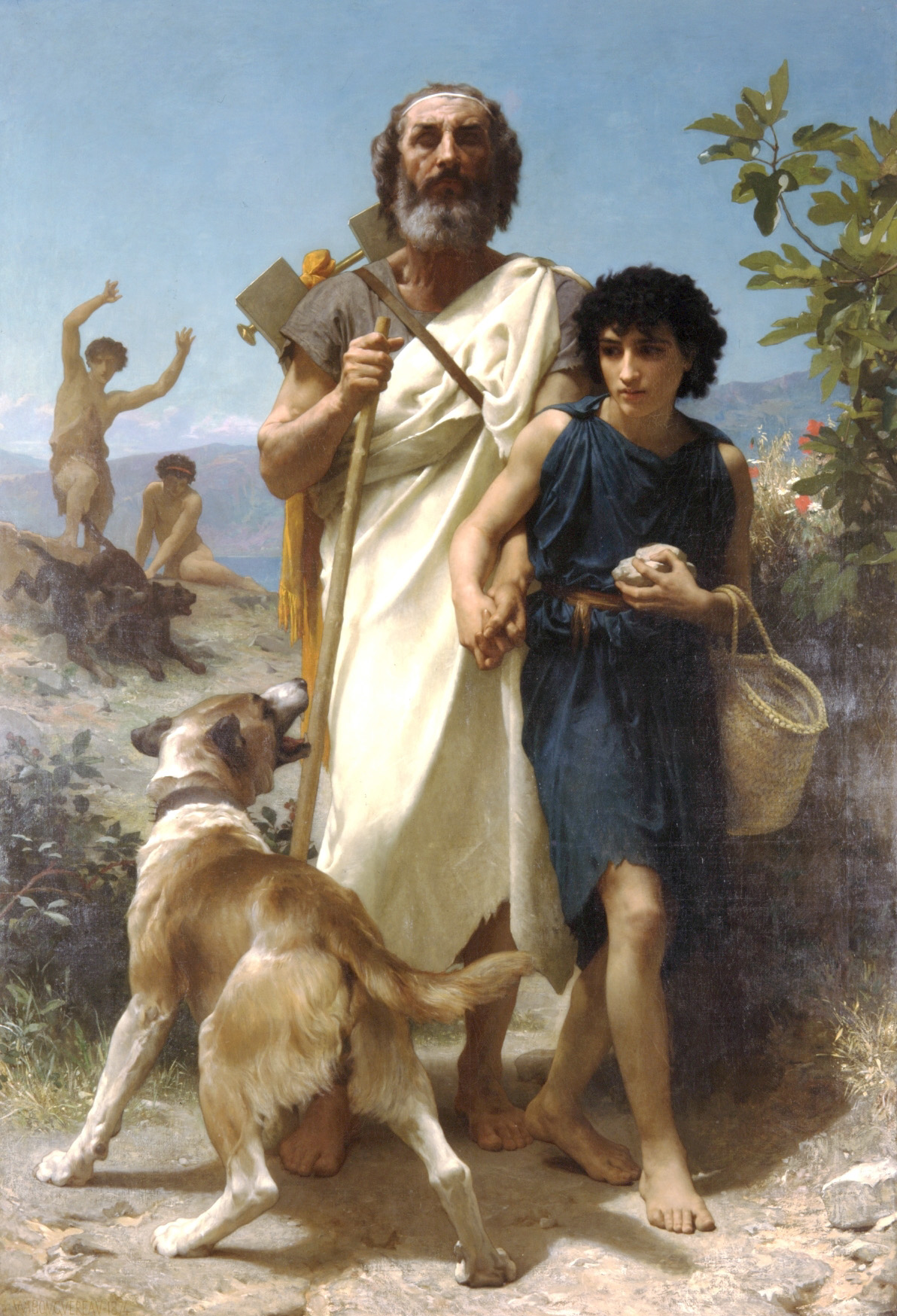
Homer và người dẫn đường, của William-Adolphe Bouguereau (1825–1905), vẽ chân dung Homer tại Núi Ida, với đàn chó vây quanh và được người chăn cừu Glaucus dẫn đường (dẫn chứng từ Pseudo-Herodotus)

"Homer" là một cái tên Hy Lạp, được nhắc đến rộng rãi trong các vùng nói tiếng Aeolic, và mặc dù không có gì rõ ràng về ông, truyền thuyết đã cung cấp chi tiết về nơi sinh và nguồn gốc của Homer. Nhà văn châm biếm Lucian, trong tác phẩm True History, mô tả ông như một người Babylon tên là Tigranes, sau đó đổi tên thành Homer khi bị trở thành "con tin" (homeros) của người Hy Lạp. Khi Hoàng đế Hadrian hỏi Oracle ở Delphi về Homer, các tiên nữ Pythia tuyên bố rằng ông là Ithacan, con trai của Epikaste và Telemachus của tác phẩm Odyssey. Những chuyện này đã được đưa vào hàng loạt tiểu sử của Homer, viết từ thời Alexandria trở đi.
Trong nhiều văn bản được ghi lại, Homer được sinh ra trong khu vực Ionian của Tiểu Á, ở Smyrna, hoặc trên đảo Chios, và chết trên đảo Cycladic của Ios. Nhắc đến Smyrna được ám chỉ trong một huyền thoại nói tên gốc Homer là Melesigenes ("sinh ra tại Meles", một con sông chảy qua thành phố Smyrna), và mẹ của ông là nàng tiên Kretheis. Bằng chứng nội bộ từ những bài thơ của ông cho thấy ông rất quen thuộc với địa hình và địa danh của khu vực này của Tiểu Á (Anatolia). Ví dụ Homer đề cập đến đồng cỏ chim tại cửa Caystros, một cơn bão ở vùng biển Icarian, và nói rằng phụ nữ vùng Maeonia và Caria nhuộm ngà voi màu đỏ.
Những liên quan của Homer đối với Chios có từ khi Semonides của Amorgos, người đã trích dẫn một câu nói nổi tiếng trong Iliad (6,146) là do "người đàn ông của Chios" viết ra. Một nhóm thi sĩ cùng tên, được gọi là Homeridae (con trai của Homer) hoặc Homeristae (Homer nhái), hình như đã tồn tại ở Chios, khi các nhà ngôn ngữ học truy tìm gốc gác của tên đó. Cũng có thể nhóm nhà thơ trên duy trì chức năng của họ như là những người hâm mộ chỉ chuyên đọc thơ Homer. Wilhelm Dörpfeld cho thấy rằng Homer đã đến thăm nhiều nơi và khu vực mà ông mô tả trong sử thi của mình, chẳng hạn như Mycenae, Troy và các thành phố khác. Theo Diodorus Siculus, Homer thậm chí đã đến thăm Ai Cập.
Tên của nhà thơ đồng âm với từ ὅμηρος (hómēros), nghĩa là "con tin" (hoặc "bảo lãnh"), được hiểu theo nghĩa "người đi cùng, người bị buộc phải làm theo" hoặc, trong một số phương ngữ, "mù". Điều này dẫn đến nhiều người cho rằng ông là một con tin hoặc một người mù. Phong trào khẳng định ông bị mù có thể phát sinh từ ý nghĩa của các từ trong phương ngữ Iona, với động từ ὁμηρεύω (homēreúō) có ý nghĩa riêng là "hướng dẫn người mù", và các phương ngữ Aeolian của vùng Cyme, với từ ὅμηρος (hómēros) đồng nghĩa với từ Hy Lạp chuẩn τυφλός (tuphlós), có nghĩa là mù. Khẳng định Homer như một thi sĩ mù được ghi lại trong một số đoạn thơ trong Delian Hymn, thơ dâng thần Apollo, bài thứ ba của tập thánh ca Homer. Các câu trích dẫn sau này ủng hộ quan điểm trên đã được Thucydides ghi lại. Nhà sử học Cymean Ephorus cũng có quan điểm tương tự, và ý tưởng này được khẳng định trong thời kỳ Hy Lạp cổ với một từ nguyên ho mḕ horṓn (ὁ μὴ ὁρῶν: "người không nhìn thấy"). Các nhà phê bình đã cho rằng Homer đã mô tả chính mình trong một phân cảnh của Odyssey nói về một thi sĩ mù, Demodocus, trong triều đình của vua Phaeacian, người kể lại cuộc chiến thành Troy cho đến phần Odysseus bị đắm tàu.

## Các tác phẩm được cho là của Homer

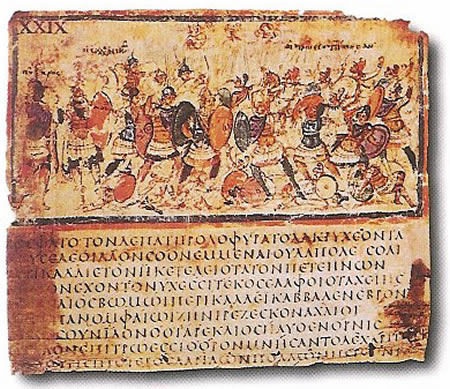
Iliad - thiên anh hùng ca của Homer, Cuốn VIII, dòng 245–53, bản tiếng Hy Lạp, cuối thế kỷ V, đầu thế kỷ VI của Công nguyên.

Người Hy Lạp trong thế kỷ thứ năm và sáu trước Công nguyên coi "Homer" là "toàn bộ truyền thống anh hùng thể hiện bằng thơ sử thi 6 chữ". Như vậy, ngoài các tác phẩm Iliad và Odyssey, có những sử thi đặc biệt được viết theo một "quy mô lớn" cũng được tính cho Homer. Nhiều công trình khác đã được coi là của Homer trong thời cổ đại, bao gồm toàn bộ các tác phẩm sử thi thời đó. Chúng bao gồm những bài thơ khác về cuộc chiến thành Troy, như Little Iliad, các bài thơ Nostoi, các sử thi Cypria và Epigoni, cũng như những bài thơ Theban về Oedipus và con trai của ông ta. Các tác phẩm khác, chẳng hạn như tuyển tập các bài thánh ca Homer, sử thi ngắn Batrachomyomachia ("Cuộc chiến ếch chuột"), và sử thi Margites cũng được cho là của Homer, nhưng điều này hiện nay được cho là không phải. Hai bài thơ khác, Capture of Oechalia và Phocais, cũng được cho là của Homer, nhưng câu hỏi ai là tác giả của các tác phẩm nhỏ trên thậm chí còn gây tranh cãi nhiều hơn so với câu hỏi ai là tác giả của hai sử thi lớn Illiad và Odyssey.

## Nhân thân và quyền tác giả

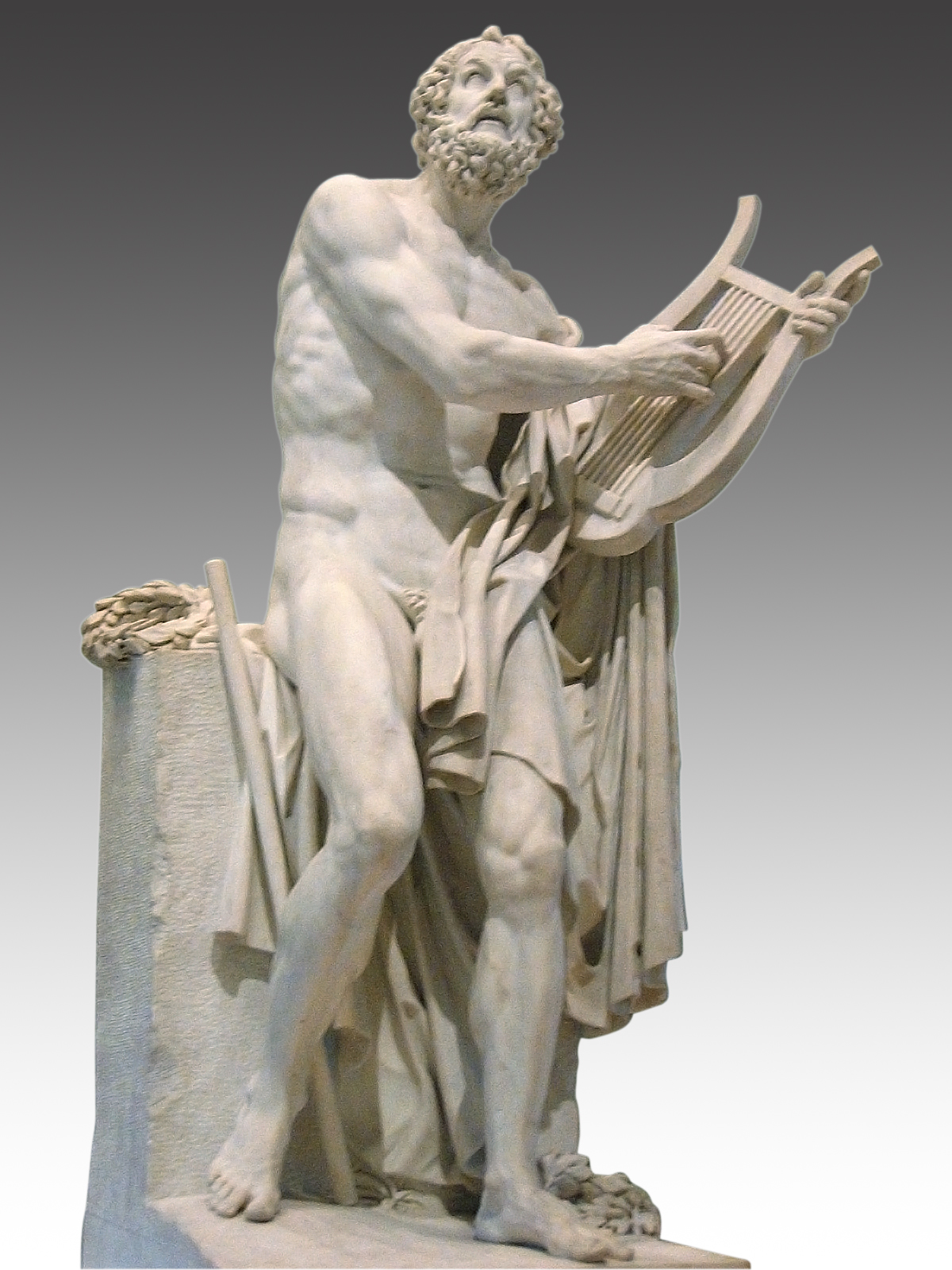
Tượng Homer của Philippe-Laurent Roland (Bảo tàng Louvre)

Ý tưởng cho rằng Homer chỉ sáng tác hai thiên anh hùng ca xuất sắc, Iliad và Odyssey, không giành được sự đồng thuận cho đến năm 350 TCN. Hầu hết các học giả đều đồng ý rằng Iliad và Odyssey đã trải qua một quá trình gọt dũa và tiêu chuẩn hóa từ các tác phẩm cũ hơn, bắt đầu từ thế kỷ thứ VIII trước Công nguyên. Vai trò quan trọng trong việc hiệu đính này có lẽ là do các bạo chúa Hipparchus tại thành Athens thực hiện thông qua việc thay đổi cách đọc thơ Homer tại lễ hội Panathena. Nhiều nhà nghiên cứu cho rằng cải cách này phải có liên quan đến việc sáng tác ra một tác phẩm kinh điển hoàn toàn mới.
Vì không ai biết gì về cuộc đời của Homer, các nhà văn đã đùa rằng những sử thi trên "không phải do Homer viết, mà do một người đàn ông cùng tên viết ra". Samuel Butler lập luận dựa trên các chứng cứ văn học, đã khẳng định rằng một phụ nữ trẻ người Sicilia đã viết Odyssey (nhưng không phải là Iliad). Ý tưởng này được Robert Graves tiếp tục theo đuổi trong cuốn tiểu thuyết Con gái của Homer và Andrew Dalby trong cuốn sách Tái khám phá Homer.
Độc lập với câu hỏi về quyền tác giả duy nhất là đồng thuận gần như phổ quát, sau tác phẩm của Milman Parry, rằng những bài thơ Homer phụ thuộc vào truyền thống văn hóa truyền miệng, một kỹ thuật thế hệ cũ, mà là thừa kế tập thể của nhiều ca sĩ-nhà thơ (aoidoi). Một phân tích cấu trúc và từ vựng của Iliad và Odyssey cho thấy rằng những bài thơ chứa nhiều cụm từ công thức điển hình của truyền thống sử thi extempore; thậm chí toàn bộ câu được lặp lại nhiều lần. Parry và sinh viên Albert Lord đã chỉ ra rằng truyền thống truyền miệng như vậy, đối với văn hóa ngày nay là khá kỳ lạ, lại là điển hình của thơ ca sử thi trong một môi trường văn hóa chủ yếu được truyền miệng, những từ khóa chính là "miệng" và "truyền thống". Parry bắt đầu với "truyền thống": các khối ngôn ngữ lặp đi lặp lại, ông nói, được thừa kế bởi các ca sĩ-nhà thơ từ những nghệ sĩ tiền nhiệm của mình, và rất hữu ích cho anh ta trong sáng tác. Parry gọi những khối này là các "công thức".

## Các nghiên cứu về Homer và tác phẩm của ông
Nghiên cứu về Homer là một trong những chủ đề lâu đời nhất trong học thuật, vốn có niên đại từ thời cổ đại. Mục tiêu và thành tựu của các nghiên cứu về Homer đã thay đổi trong suốt hàng thiên niên kỷ. Trong vài thế kỷ qua, các nghiên cứu này đã xoay quanh quá trình mà những bài thơ Homer xuất hiện và được truyền theo thời gian cho chúng ta, đầu tiên qua truyền miệng và sau này bằng văn bản.

## Sách tham khảo

### Các tác phẩm
Nguyên bản bằng tiếng Hy Lạp
- Demetrius Chalcondyles editio princeps, Florence, 1488
- the Aldine editions (1504 and 1517)
- 1st ed. with comments, Micyllus và Camerarius, Basel, 1535, 1541 (improved text), 1551 (incl. the Batrachomyomachia)
- Th. Ridel, Strasbourg, c. 1572, 1588 and 1592.
- Wolf (Halle, 1794–1795; Leipzig, 1804 1807)
- Spitzner (Gotha, 1832–1836)
- Bekker (Berlin, 1843; Bonn, 1858)
- La Roche (Odyssey, 1867–1868; Iliad, 1873–1876, both at Leipzig)
- Ludwich (Odyssey, Leipzig, 1889–1891; Iliad, 2 vols., 1901 and 1907)
- W. Leaf (Iliad, Luân Đôn, 1886–1888; 2nd ed. 1900–1902)
- William Walter Merry và James Riddell (Odyssey i–xii., 2nd ed., Oxford, 1886)
- Monro (Odyssey xiii.–xxiv. with appendices, Oxford, 1901)
- Monro and Allen (Iliad), and Allen (Odyssey, 1908, Oxford).
- D.B. Monro and T.W. Allen 1917–1920, Homeri Opera (5 volumes: Iliad = 3rd edition, Odyssey = 2nd edition), Oxford. ISBN 0-19-814528-4, ISBN 0-19-814529-2, ISBN 0-19-814531-4, ISBN 0-19-814532-2, ISBN 0-19-814534-9
- H. van Thiel 1991, Homeri Odyssea, Hildesheim. ISBN 3-487-09458-4, 1996, Homeri Ilias, Hildesheim. ISBN 3-487-09459-2
- M.L. West 1998–2000, Homeri Ilias (2 volumes), Munich/Leipzig. ISBN 3-598-71431-9, ISBN 3-598-71435-1
- P. von der Mühll 1993, Homeri Odyssea, Munich/Leipzig. ISBN 3-598-71432-7

### Các bản dịch từng dòng
- The Iliad of Homer a Parsed Interlinear, Handheldclassics.com (2008) Text ISBN 978-1-60725-298-6

### Tác phẩm tổng quan về Homer
- Carlier, Pierre (1999). Homère (bằng tiếng Pháp). Paris: Les éditions Fayard. ISBN 2-213-60381-2.
- de Romilly, Jacqueline (2005). Homère (ấn bản thứ 5). Paris: Presses Universitaires de France. ISBN 2-13-054830-X.
- Fowler, Robert biên tập (2004). The Cambridge Companion to Homer. Cambridge: Cambridge University Press. ISBN 0-521-01246-5.
- Latacz, J.; Windle, Kevin, Tr.; Ireland, Rosh, Tr. (2004). Troy and Homer: Towards a Solution of an Old Mystery. Oxford: Oxford University Press. ISBN 0-19-926308-6. In German, 5th updated and expanded edition, Leipzig, 2005. In Spanish, 2003, ISBN 84-233-3487-2. In modern Greek, 2005, ISBN 960-16-1557-1.
- Monro, David Binning (1911). “Homer” . Encyclopædia Britannica. 12 (ấn bản thứ 11). tr. 626–639.
- Morris, Ian; Powell, Barry B. biên tập (1997). A New Companion to Homer. Leiden: Brill. ISBN 90-04-09989-1.
- Nikoletseas, M. M. (2012). The Iliad – Twenty Centuries of Translation. ISBN 978-1-4699-5210-9
- Powell, Barry B. (2007). Homer (ấn bản thứ 2). Malden, MA; Oxford, UK; Carlton, Victoria: Wiley-Blackwell. ISBN 978-1-4051-5325-6.
- Vidal-Naquet, Pierre (2000). Le monde d'Homère (bằng tiếng Pháp). Paris: Perrin. ISBN 2-262-01181-8.
- Wace, A.J.B.; F.H. Stubbings (1962). A Companion to Homer. Luân Đôn: Macmillan. ISBN 0-333-07113-1.

### Tác phẩm diễn giải Homer
- Auerbach, Erich (1953). “Chapter 1”. Mimesis: The Representation of Reality in Western Literature. Princeton: Princeton University Press. ISBN 0-691-11336-X. (orig. publ. in German, 1946, Bern)
- de Jong, Irene J.F. (2004). Narrators and Focalizers: the Presentation of the Story in the Iliad (ấn bản thứ 2). Luân Đôn: Bristol Classical Press. ISBN 1-85399-658-0.
- Edwards, Mark W. (1987). Homer, Poet of the Iliad. Baltimore: Johns Hopkins University Press. ISBN 0-8018-3329-9.
- Fenik, Bernard (1974). Studies in the Odyssey. Hermes, Einzelschriften 30. Wiesbaden: Steiner.
- Finley, Moses (2002). The World of Odysseus. New York: New York Review of Books. ISBN 978-1-59017-017-5.
- Nagy, Gregory (1979). The Best of the Achaeans: Concepts of the Hero in Archaic Greek Poetry. Baltimore; Luân Đôn: Johns Hopkins University Press.
- Nagy, Gregory (2010). Homer: the Preclassic. Berkeley: University of California Press. ISBN 978-0-520-95024-5.

### Tác phẩm bình luận Homer
- Iliad:
  - P.V. Jones (ed.) 2003, Homer's Iliad. A Commentary on Three Translations, Luân Đôn. ISBN 1-85399-657-2
  - G. S. Kirk (gen. ed.) 1985–1993, The Iliad: A Commentary (6 volumes), Cambridge. ISBN 0-521-28171-7, ISBN 0-521-28172-5, ISBN 0-521-28173-3, ISBN 0-521-28174-1, ISBN 0-521-31208-6, ISBN 0-521-31209-4
  - J. Latacz (gen. ed.) 2002–, Homers Ilias. Gesamtkommentar. Auf der Grundlage der Ausgabe von Ameis-Hentze-Cauer (1868–1913) (6 volumes published so far, of an estimated 15), Munich/Leipzig. ISBN 3-598-74307-6, ISBN 3-598-74304-1
  - N. Postlethwaite (ed.) 2000, Homer's Iliad: A Commentary on the Translation of Richmond Lattimore, Exeter. ISBN 0-85989-684-6
  - M. M. Nikoletseas, 2012, The Iliad – Twenty Centuries of Translation.. ISBN 978-1-4699-5210-9
  - M.W. Willcock (ed.) 1976, A Companion to the Iliad, Chicago. ISBN 0-226-89855-5
- Odyssey:
  - A. Heubeck (gen. ed.) 1990–1993, A Commentary on Homer's Odyssey (3 volumes; orig. publ. 1981–1987 in Italian), Oxford. ISBN 0-19-814747-3, ISBN 0-19-872144-7, ISBN 0-19-814953-0
  - P. Jones (ed.) 1988, Homer's Odyssey: A Commentary based on the English Translation of Richmond Lattimore, Bristol. ISBN 1-85399-038-8
  - I.J.F. de Jong (ed.) 2001, A Narratological Commentary on the Odyssey, Cambridge. ISBN 0-521-46844-2